# Jan Amor Tarnowski

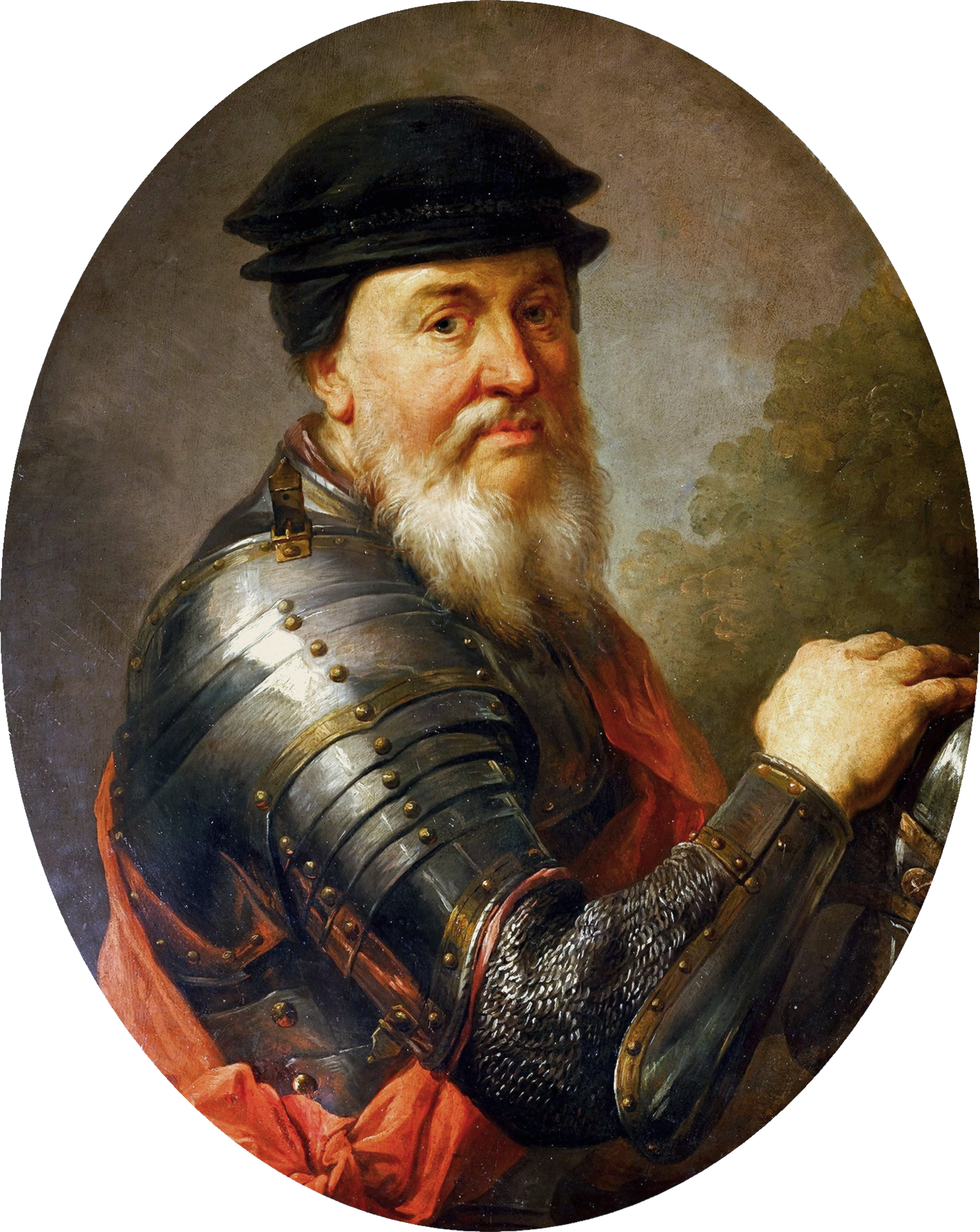
Jan Amor Tarnowski.

Jan Amor Tarnowski, född 1488 i Wiewiórka, död där 16 maj 1561, var en polsk greve och krigare. 
Tarnowski företog vidsträckta resor i medelhavsländerna och ledde, på uppdrag av kung Manuel I av Portugal, ett fälttåg mot morerna, varför han av Karl V fick värdighet som romersk riksgreve. År 1521 förde han överbefälet i kriget mot turkarna och slog 1531 Petrila av Moldau vid Obertyn. Han utnämndes 1526 till vojvod av Rus och kort därpå till storkronhetman. 
Under den så kallade tuppfejden 1537 stod Tarnowski trofast på polske kungens sida mot drottning Bona och Peter Kmita. Han var en aristokratisk oligark, motsatte sig alla reformer och eftergifter mot Rom, men förvaltade energiskt sitt vojvodskap och införde i krigsväsendet många förbättringar, däribland den från Böhmen komna vagnborgstaktiken. Han författade de militäriska skrifterna O gotowności wojennej och Consilium rationis bellicæ samt den statsrättsliga Ustawy prawa ziemskiego polskiego (utgiven av M. Malinowski 1864).